# Raymond du Puy

Großmeisterwappen von Raymond du Puy

Raymond du Puy oder Raimund von Le Puy (lat. Raimundus Puteanus oder Raimundus de Podio) (* 1083; † zwischen 1158 und 1160) war ein Adliger aus der Grafschaft Provence und der zweite Großmeister des Johanniterordens. Er wird im Orden als Seliger verehrt. Ab 1157 war er außerdem Großmeister des Lazarusordens.
Er entstammte einer Adelsfamilie, die nach dem Ort Le Puy-en-Velay benannt ist. Im Heiligen Land wurde er im Jahre 1120 zum zweiten Großmeister des Ritter- und Hospitalordens vom Heiligen Johannes zu Jerusalem, kurz Hospitaliter oder Johanniter genannt, gewählt. Er hatte dieses Amt vierzig Jahre, bis zu seinem Tod im Jahre 1158/60, inne.
Er akzeptierte das achtspitzige Amalfi-Kreuz als offizielles Symbols des Ordens, das später, nach der Etablierung des Ordens auf Malta, als Malteserkreuz bekannt wurde.
Raymond richtete das erste bedeutende Krankenhaus der Hospitaliter in der Nähe der Grabeskirche in Jerusalem ein. Während seiner Amtszeit wurde das Betätigungsfeld des Hospitaliterordens von reiner Beherbergung und Pflege von Pilgern, Armen und Kranken nach dem Vorbild des um 1119 gegründeten Templerordens auch auf deren militärischen Schutz ausgeweitet. Dazu unterteilte Raymond den Orden in kirchliche, militärische und dienende Brüder. 1131 vertraute König Fulko von Jerusalem dem Orden den Schutz des Ortes Beʾer Scheva an. 1136 erwarb der Orden die Burg Beit Gibelin und 1142 den Krak des Chevaliers. Mit seinen Ordenstruppen nahm Raymond auch an der Eroberung Askalons 1153 teil.
Sein genaues Todesdatum ist unbekannt. Letztmals urkundlich belegt ist er am 25. Oktober 1158 in Verona, wo er mit Kaiser Friedrich Barbarossa über Privilegien des Ordens in dessen Ländern verhandelte. Am 29. November 1160 war er bereits gestorben, an diesem Datum wird sein Nachfolger Auger de Balben erstmals urkundlich als neuer Großmeister genannt.